# دین‌های ایرانی
دین‌های ایرانی شماری از ادیان یا جنبش‌های دینی هستند که بر اساس الگوی فرهنگی و عقیده‌ای ایرانیان مسایل را تبیین می‌کنند. این ادیان توسط اقوام ایرانی‌تبار رشد و گسترش یافته یا اینکه در حوزه فرهنگی ایران بزرگ پدید آمده‌اند. ایرانیان همچنین نقش برجسته‌ای در شکل‌گیری یا گسترش و پراکندگی ادیان یهودی، مسیحی و اسلام ایفا کرده‌اند.

## پس‌زمینه
باورها، فعالیت‌ها و رخدادهای فرهنگی ایرانیان باستان در ایران باستان موضوعات پیچیده‌ای هستند. ایرانیان باستان به چند قوم آریایی اشاره دارد که در هزارهٔ نخست پیش از میلاد به سرزمین کنونی ایران مهاجرت کردند. ایرانیان باستان، عناصر طبیعی مانند خورشید، نور خورشید و رعد را پرستش می‌کردند، اما در نهایت توجه خود را به سمت یک خدای واحد منتقل کردند، در حالی که به وجود خدایان دیگر نیز اذعان داشتند. پیامبر کهن ایرانی، زرتشت، عقاید مذهبی ایرانی را به شکلی از هنوتئیسم (پرستش یک خدا در میان مجموعه‌ای از خدایان) اصلاح کرد. سروده‌ای مذهبی اوستا، عقاید توحیدی را به ایران آورد، در حالی که مطالب یشت و یسنه، اشاره به چندخدایی و مرام و اعتقادات اولیه دارد. وداها و اوستا هر دو به عنوان منابع مهمی در کشف باورها و اندیشه‌های اولیه آریایی‌ها به‌شمار می‌روند.

## دوران باستان
- دین‌های مردمان هندوایرانی (دین نیاهندواروپایی، دین ودائی آیین کهن ایرانی): باورها و شیوه‌های گوناگون که دین بومی متأخر مردم ایران از آن نشأت گرفت. این دین همچنین بر توسعه دین‌های هندی تأثیر گذاشته‌است.
- دین سکایی: دین سکاها و پیش‌درآمد مدرن استگ دین. بعضی از محققان حدس می‌زنند که دائوا تا حدودی بر اساس خدایان سکایی باشد، از این رو تأثیر بیشتری بر ادیان ایران به‌طور کلی دارد.
- آیین کهن ایرانی: دین قدیم مردم ایران قبل از زرتشت
- مزداپرستی غیرزرتشتی: به نوعی مذهب ابتدایی در اقوام ایرانی گفته می‌شود که در آن «مزدا» به عنوان بالاترین خدا پرستش می‌شد.
- مزدیسنا: اصطلاح امروزی برای باورها و عملکردهای بومی مردم ایران. در حالی که دین زرتشت امروزی یکپارچه و در ادامه دین نخبگان شاهنشاهی ساسانی است. این دین در دوران ایران باستان فرقه‌های مختلفی داشته که از نظر موقعیت، وابستگی قومی و دوره تاریخی کمی متفاوت بودند.
- آیین زروانی: دینی مشتق شده از دین زرتشت است و در دوران ساسانیان در ایران اهمیت زیادی داشت. این دین به مرکزیت خدای زمان زُروان است که به گفته زروانیان، اهورامزدا و اهریمن، دو برادر همزاد، از او به وجود آمده‌اند. آیین زروانی گونه‌ای یکتاپرستی‌است.[۲]
- مهرپرستی (میترائیسم): یک دین مرموز با محوریت ایزد ایرانی میترا است که در امپراتوری روم از حدود قرن اول تا چهارم میلادی رواج داشت.
- آیین مانوی: عرف‌شناسی قرن سوم ثنویت که ممکن است تحت تأثیر مندائیسم (صابئین) بوده باشد. پیروان آیین مانوی به «پدر بزرگی» (آرامی:  Abbā dəRabbūṯā ، فارسی:  pīd ī wuzurgīh ) اعتقاد داشتند و او را عالی‌ترین خدای (نور) می‌دانستند.
- آیین مزدک: یک آیین از اوایل قرن پنجم یا اوایل قرن ششم-سوسیالیسم عرفانی که به دنبال حذف مالکیت خصوصی بود.
- یزدانی (دین): یا کیش فرشتگان، اصطلاحی‌ست که توسط مهرداد ایزدی، محقق کُرد-بلژیکی برای اشاره به دین یا آیین کهن کُردها پیشنهاد شده تا نمایانگر مذهبی باشد که به باور او مذهب کُردها قبل از ورود اسلام بوده‌است.
- ایزدی (دین): دین یزیدی ایزدیان یکتاپرستی است که از آیین کهن ایرانی یا عقاید پیش از زرتشت متأثر است.
- یارسان (دین یاری): یک دین یکتاپرستانهٔ رایج در کردستان و آذربایجان است که با کیش ایزدی هم‌ریشه بوده و باورهایی جدای از اسلام دارد.[۳]

## دوره قرون میانه
- برخی از دینداران تعالیم متقابل اسلام و باورها و فرقه‌های محلی مانند آیین کهن ایرانی، آیین زروانی، آیین مانوی و مزدیسنا را ارائه کردند.
- دوره اولیه اسلامی توسعه عرفان فارسی، تفسیری سنتی از وجود، زندگی و عشق را با توحید صوفیان فارسی اسلامی (تصوف) به عنوان جنبهٔ عملی آن می‌دید. این تحول به ادراک مستقیم حقیقت معنوی (خدا) از طریق اعمال عرفانی مبتنی بر عشق الهی معتقد بود.
- جنبش خرمدینان: جنبش مذهبی و سیاسی قرن نهم میلادی بر اساس آموزه‌های سنباد در قرن هشتم میلادی بود. جنبش بابک خرمدین، به دنبال توزیع مجدد ثروت خصوصی و لغو اسلام بود.
- به‌آفرید (دین‌آور): یک پارسی فارسیِ زبان در قرن هشتم میلادی بدعت‌گذار زرتشتی[۴] بود که شورش دهقانی مذهبی را با عناصری از مزدیسنا و اسلام آغاز کرد. او به زرتشت اعتقاد داشت و از تمام نهادهای زرتشتی حمایت می‌کرد. پیروانش روزی هفت بار رو به آفتاب نماز می‌خواندند، مشروبات الکلی را ممنوع کردند، و موهای خود را بلند نگه می‌داشتند و قربانی کردن گاوها را غیر از مواقعی که گاوها پیر بودند مجاز نمی‌دانستند.[۵] شورش وی توسط خلافت عباسی ابومسلم خراسانی خاموش شد و او را با دار مجازات اعدام کردند. پیروان او اما معتقد بودند که او دوباره فرود خواهد آمد. برخی از پیروان او به جنبش استاد سیس پیوستند.
- اهل حق، یک نظام مذهبی یزدانیسم بود، که اعتقاد بر این است که در قرن ۱۶ تأسیس شده‌است.

## دوران نوین
- اَتسَگ دین (دینی نو بر اساس باورهای دین کهن سکایی)
- جنبش روشنی
- بابیت
- بهائیت